# Neotrafoiopsis andina
Neotrafoiopsis andina là một loài ruồi trong họ Tachinidae.